# Alaskan malamute
Alaskan malamute er en hunderace fra USA. Den er opkaldt efter Inuit-folkeslaget malemiut eller kuuvangmiut, som lever ved Kotzebuesundet og i Kobuk Valley i det nordvestlige Alaska. Det har fået øgenavnet "snetoget fra nord", fordi den er så stærk og udholdende, at den kunne bruges som en slædehund næsten uanset vejr og vind. FCI har rubriceret den som en nordisk slædehunderace.

## Oprindelse og historie

### De tidlige tider
De første hunde menes at være ankommet fra Sibirien til Amerika for 12.000 år siden, men det var først med Palæo-Eskimo-folket for 4.500 år siden efterfulgt af Thule-folket for 1.000 år siden, at folk med deres hunde slog sig ned i Arktis. Malamuter blev anset for at være opdrættet af Malimiut Inupiaq-befolkningen i Alaskas Norton-sunds-region ved Beringshavet.
Malamuten er en hunderace, der opstod før fremkomsten af de moderne racer i det 19. århundrede. En undersøgelse i 2013 viste, at alaskan malamute ligesom grønlandshunden og den canadiske eskimohund sandsynligvis stammer fra Sibirien, selv om den ikke er direkte beslægtet med disse racer, og muligvis er blandet med Siberian Husky.
I 2015 viste en undersøgelse, der brugte flere genetiske markører, at malamute, siberian husky og Alaska husky er genetisk nært beslægtede med Chukotka slædehunde fra Sibirien. De var fjernt beslægtede med de to inuit-hunde, den canadiske eskimohund og grønlandshunden. I Nordamerika havde malamute og siberian husky begge bibeholdt deres sibiriske afstamning og havde bidraget væsentligt til Alaska auskyen, som viste tegn på krydsning med europæiske racer, hvilket var i overensstemmelse med, at denne race blev skabt i det postkoloniale Nordamerika. DNA ekstraheret fra en 9.500 år gammel hund, Zhokhov, opkaldt efter den sibiriske ø, viste sig at have delt en fælles forfader med den grønlandske slædehund, alaskan malamute og siberian husky.

### 1800-/1900-tallet
I 1800-tallet begyndte opdagelsesrejsende, handelsfolk, nybyggere og missionærer at indvandre til Canada og Alaska. De første beskrivelser af malamuten er fra 1824 og er skrevet af de arktiske opdagelsesrejsende William Edward Parry og kaptajn George Francis Lyon.
William Edward Parry ledte efter Nordvestpassagen og udforskede området med skibet HMS Hecla. Under hans anden ekspedition beskriver han dyrene under et ophold i Igloolik:
Under vores besøg mødte vi nogle hunde, som ikke tidligere er blevet beskrevet, og jeg skal derfor komme nærmere inde på disse uvurderlige dyr. I deres kropsfacon, deres korte spidse ører, tykke lodne pels og buskede haler ligner de så meget ulve, at de kan forveksles med dette dyr på afstand. For det trænede øje, er der dog en del forskel, idet ulven altid har hovedet bøjet og halen mellem benene, hvorimod hundene næsten altid bærer halen pænt krøllet over ryggen. Ulven er lidt større end hunden, men de hunde vi mødte i 1818 ved breddegrad 76 er næsten så store som ulven. Den højeste hund i Igloolik stod 2 fod og 1 inch fra jorden, målt ved ryggen. Gennemsnitshøjden var 2 inches under dette. Hundenes farve varierer fra hvid, over stribet eller spættet til sort/hvid eller næsten helt sort. Nogle er også røde og andre har en rødbrun tone på deres ben, hvor resten af kroppen er mørkere. Deres vinterpels er tre-fire inches lang, men udover dette giver naturen dem, i de strengeste perioder, en tyk underpels af tæt blød uld, som de smider i foråret. Med denne udrustning er de i stand til at modstå det mest barske vejr uden at blive påvirket af kulden, og uanset temperaturen har de højest brug for lidt vindafskærmning for at have det behageligt. De er også i stand til klare kulde, selv på de dele af kroppen, som ikke er beskyttet, og vi har set en ung hvalp sove med dens bare poter placeret på et isanker med termometret på -30 grader, hvilket hvis det var en af vores hunde ville have givet den øjeblikkelig og intens smerte, hvis ikke efterfølgende forfrysninger. De gør aldrig, men har en lang melankolsk tuden ligesom en ulv, og nogle gange vil de holde tudekoncert sammen i flere minutter. De slås og leger ofte, og nogle af dem er halt. Når man kæler med dem, og de er mætte, bliver de meget familiære og tamme, men dette forbedrer ikke deres kvalitet som trækdyr. Da vi gerne ville vide, om dette dyr i virkeligheden er tam-ulve, lavede Mr. Skeoch et skelet af hvert dyr, og vi fandt at antallet af ryghvirvler er det samme i begge, ligesom deres anatomi svarede til hinandens” 
George Francis Lyon, der var kaptajn på HMS Hecla, var den sjældne kombination af afrikansk og arktisk opdagelsesrejsende. Han interesserede sig for de oprindelige folkeslag i de lande han udforskede, og han talte flydende arabisk og levede i perioder blandt de indfødte i Nordafrika. Han besøgte også de arktiske inuitter, hvor han blev tatoveret med nål og tilsodet tråd, og han spiste rå rensdyr og sælkød med inuitterne. Han beskriver inuitternes hunde i 1824:
Disse nyttige skabninger er uundværlige tjenere for eskimoerne. De trækker et hvilket som helst bytte, der fanges, hjem ligesom de trækker deres herrer ud til jagten. Under vores anden vinter ejede jeg selv et hold af elleve meget fine dyr, og jeg lærte deres gode kvaliteter at kende. Eskimohunden ligner en hyrdehund fra England, men den er mere muskuløs og bredbrystet, hvilket skyldes det konstante og hårde arbejde, som den vokser op med. Dens ører er spidse, og dens ansigt er i nogen grad vildt. Ind imellem trækkes en hvalros af tre-fire af dem, og sæler trækkes hjem på samme måde, selvom jeg ind imellem har set en hund bærer sæler placeret i en kurv over ryggen. Hundene bærer også skind og oppakning. Man kunne tro, at i dette kolde klima, ville dyrene have bestemte parringsperioder, ligesom de vilde dyr; men det er ikke tilfældet, de får unger på alle tider af året, sjældent mere end fem per kuld. I december med termometret under -40 grader, kom tæverne i flere tilfælde i løbetid. Kulde har meget lidt effekt på disse dyr, hundene ved hytterne sov igennem snestormene og mine ved skibet havde ingen ly, men lå ved siden af hinanden med termometret nede på 42-44 grader (under nul), og uden større bekymringer end hvis vejret havde været mildt. Jeg fandt ved flere eksperimenter ud af, at tre af mine hunde kunne trække mig på en slæde der vejede 100 pund, med en fart af en mile på seks minutter; og som bevis på styrken af en velvoksen hund, trak min førerhund 196 pund alene, og samme distance på otte minutter” .
Sidst i 1800-tallet fandt man guld i og omkring Yukon- og Klondike-floden og mange tusinde mennesker begav sig mod det kolde nord i håb om at finde den store rigdom. Malamut-hunden fungerede som trækhund for minearbejderne der kom til Alaska under Klondike Gold Rush i 1896. I Jack Londons roman ”The Call of the Wild” (”Når Naturen Kalder”) fra 1903, skriver forfatteren, at guldgraverne behøvede hunde, og at ”hundene de ville have, var tunge hunde med stærke muskler til hårdt arbejde, og lodne pelse der kunne beskytte dem fra frosten” . Nogle af lykkejægerne bragte selv hunde med til Klondike, andre skaffede hundene på stedet. Alle fandt ud af, at importerede hunde ikke var lige så gode, som de hunde der levede hos eskimoerne i Alaska. Som den stærkeste trækhund blev Malamuten hurtigt den foretrukne slædehund.
På et tidspunkt var Malamuten næsten udryddet, men det lykkedes at opretholde den rene race ved avlsprogrammer udført af mennesker, der ville beholde den oprindelige Malamute. Milton og Eva Seeley var to af de personer, der udførte sådanne programmer, og netop de to anses for at være nogle af hovedkræfterne der sikrede, at Malamuten ikke forsvandt.
I 1925 var kystbyen Nome på grænsen til en udbrud af en epidemi. På 5 dage kørte en gruppe på 20 slædeførere og 150 hunde i alt 1.085 km tværs over Alaska. med medicin og ankom, inden katastrofen brød ud. De blev udråbt som helte. Malamuten Balto var førerhund på det sidste stykke ind til Nome, og i dag står der en statue af ham i Central Park i New York City
Ved overgangen til det forrige århundrede var mange Malamuter af ukendt herkomst. I 20’erne og 30’erne begyndte interessen for at avle racerene Malamuter at stige, og i 1935 blev alaskan malamute anerkendt som en hunderace under AKC (American Kennel Club). Under Anden Verdenskrig mindskede bestanden og egistreringen af hundene ophørte. I 1947 blev det skønnet, at der kun var omkring 30 registrerede hunde tilbage, så stambogen blev genåbnet. Alle moderne malamuter stammer fra de tidlige stammer og viser kombinationer af egenskaber i større eller mindre grad, svarende til de forskelle, vi stadig ser i dag.
I 2010 blev alaskan malamute udnævnt til Alaskas officielle statshund.

## Udseende
FCI (Fédération Cynologique Internationale) er en organisation, hvis erklærede mål er, at arbejde for avl og brug af racerene hunde. Der findes mange internationale hundeorganisationer, men FCI er den største. FCI er repræsenteret i Danmark gennem Dansk Kennel Klub. FCI’s standard for alaskan malamute  anfører en del kriterier for bedømmelse af hunden.
Ifølge FCIs racestandard har alaskan malamute en ønsket skulderhøjde på 58.5 cm og vægt på 34 kg for tæver, og en skulderhøjde på 63.5 cm og vægt på 38.5 kg for hanner. Vægten varierer og individer kan være op til 45 kg og mindre end 34 kg. Der er ofte en markant størrelsesforskel mellem hanner og hunner.
Pelsen på alaskan malamute er en dobbelt pels. Underpelsen har en olieagtig og ulden tekstur og kan være så tyk som 5 centimer. Den ydre beskyttelseslag er grov og står længere fra kroppen ved manken, men ikke mere end en tomme væk fra siderne af kroppen. Ørerne er små i forhold til hovedet og står fast oprejst, når de er opmærksomme. Alaskan malamute er en tung hund, med en mere formidabel natur og struktur end Siberian Husky, som er avlet for fart. Alaskan malamute er opdrættet for kraft og udholdenhed, hvilket er dens oprindelige funktion og hvad standarden for racen kræver af alaskan malamute-opdrættere.
De sædvanlige farver er forskellige nuancer af lys grå over de mellemliggende nuancer til sort, samt fra zobel og nuancer af zobel til rød. Der er en bred vifte af markeringer i racen inklusive ansigtsmarkeringer, flammer, et stænk i nakken og en krave eller halv krave. Hvid er ofte den fremherskende farve på kroppen, dele af benene, fødderne og en del af markeringerne i ansigtet.
Øjnene på alaskan malamute er mandelformede og er forskellige brune nuancer; dog foretrækkes det mørkere øje. Renracede alaskan malamutes må ikke have blå øjne. Den fysiske opbygning af Malamute er kompakt og stærk med substans, knogler og sneskofødder.
Ifølge FCI-racestandarden er malamutens hale godt pelset og bæres over ryggen som en vinkende fane. Malamuternes velpelsede haler hjælper med at holde dem varme, når de krøller sig sammen i sneen. De ses ofte vikle halen rundt om deres næse og ansigt, hvilket formentlig hjælper med at beskytte dem mod hårdt vejr som snefygning. Deres ører er generelt opretstående, kileformede, små i forhold til hovedet og anbragt på siden af kraniet. Næsepartiet er dybt og bredt og tilspidser let fra kraniet til næsen. Næse og tandkød er sorte, men nogle malamuter har en snenæse, som er sort med en lyserød undertone, der kan blive mørkere eller lysere, afhængigt af årstiden.

## Temperament
Alaskan malamutes er stadig i brug som slædehunde og nogle bruges til rekreativ udøvelse af slædekørsel. Imidlertid holdes de fleste malamuter i dag som familiekæledyr eller som udstillings- eller præstationshunde i vægttræk, hundeagility eller pakning. Malamuter er generelt langsommere i langdistance hundeslædevæddeløb end mindre og hurtigere racer, så deres brugbarhed er begrænset til fragt eller rejser over lange afstande i en langt langsommere hastighed end krævet til væddeløb. De kan også hjælpe med at flytte tunge genstande over kortere afstande. En voksen han alaskan malamute kan trække en vægt på omkring 500 - 1500 kg, afhængigt af bygning og træning.

### Kommunikation
Malamuter er normalt stille hunde, der sjældent gør. Alligevel er Malamutens stemmen et kapitel for sig. Den har et særdeles varieret sprog, bestående af både brummen, knurren og hylende lyde, hvormed den udtrykker sine følelser. Den har en helt karakteristisk woo-woo-brummen, som den anvender til at kommunikere, og nogle år i selskab med Malamuten vil overbevise enhver om, at den taler, og at man kan høre på stemmen, om Malamuten er sulten, utålmodig, legesyg, glad, utilfreds eller bare hyperaktiv. Den amerikanske filminstruktør George Lucas havde engang en alaskan malamute, og det var inspireret af den, at han udviklede mimikken, som benyttes, og sproget, som tales af Chewbacca i Star Wars filmene. Hunden hed i øvrigt Indiana, og Lucas opkaldte også sin berømte arkæolog Indiana Jones efter den.

### Andre dyr
Malamuter kan ligesom andre nordlige hunderacer og slædehunderacer have en høj byttedrift på grund af deres oprindelse og avl. Det kan betyde, at de i nogle tilfælde vil jagte mindre dyr, herunder andre hjørnetænder, samt kaniner, egern og katte. Mens Malamuter som hovedregel er særligt venlige omkring mennesker og kan lære at tolerere mindre kæledyr, er det nødvendigt at være opmærksom på dem omkring mindre dyr og små børn.
Malamutens dominerende natur gør, at den ikke finder sig i andre hundes provokationer. På TV2’s debatsider kan man læse en historie om en Malamute, der satte en pekingeser på plads ved at bære den væk og urinere på den.

### Træning
Malamuten er af natur og bygning et trækdyr. Den elsker hårdt arbejde, og man kan træne en Malamute til at være pakhund, slædehund eller weight-puller.
I Danmark anvender man ofte vogne med hjul til at træne Malamuter i slædeløb.
Weight Pulling konkurrencer går ud på, at hunden trækker en given vægt over en given distance på tid. Vægten øges for hver runde, og hunden ryger ud, hvis den ikke klarer en runde. Konkurrencerne er inddelt i vægtklasser. Der anvendes flere regelsæt, men det mest benyttede er International Weight Pull Associations (IWPA) eller Alaskan Malamute Club of Americas (AMCA). Ifølge de regler skal en hund trække et læs på en slæde eller en vogn ad en distance på 16 feet på et minut. Ejeren må motivere hunden med råb fra mållinien. Man kan træne hunden fra den er 6 måneder gammel, selvom reglerne ofte siger, at hunden først kan deltage, når er et år gammel.
Endelig kan man også træne agility med en Malamute.

## Pleje
Det kræver arbejde at pleje en Malamute mentalt, men til gengæld behøver hunden knap nok pleje fysisk. Malamuten vasker sig som en kat og har selvrensende pels, så den skal ikke vaskes eller klippes. Den behøver ikke meget pelspleje, bortset fra de to gange om året den fælder og må børstes.

## Varianter
I dag findes der to forskellige linjer af alaskan malamute. Den ene benævnes M’Loot og den anden Kotzebue. Der er flere forskelle på disse to linjer. M’Loot Malamuten er væsentlig større end Kotzebuen. M’Looten findes i mange forskellige farvevariationer; ulvegrå, sort/hvid, zobel/hvid, sæl og andre mens en ægte Kotzebue altid har ulvegrå pels. Endvidere er Kotzebuen mindre aggressiv, men den kan til gengæld være mere aktiv end M’Looten. Kotzebue-linjen var den linje som Milton og Eva Seeley avlede ud fra de ægte Malamuter, som de samlede til deres avlsprogram i 20’erne og 30’erne. M’Looten blev avlet af Paul Voelker, der også var en af Nordamerikas første Malamute-avlere. Voelker søgte ikke selv om, at få sin race anerkendt som en selvstændig linje, men andre som købte hans hunde gjorde, og linjen blev anerkendt. Faktisk findes der en tredje linje, der hedder Hinman eller Hinman-Irwin linjen. Denne linje involverede kun nogle få hunde, men de har haft stor indflydelse på avlen. I kombination med M’Looten har Hinmanen produceret nogle af de allerbedste eksemplarer af alaskan malamuten, og de har været stærkt repræsenteret blandt præmiehunde. Avlere diskuterer til stadighed, hvilken der er den ”korrekte” Malamute.

## Helbred
Malamuten har generelt et godt helbred. Ifølge en engelsk undersøgelse udført af UK Kennel Club i 2004 bliver Malamuten i gennemsnit 10,7 år gammel. Denne undersøgelse baseredes dog kun på 14 individer, så resultatet skal tages med et vist forbehold. Det er ikke usædvanligt, at en Malamute bliver 13 år gammel, hvis den har været holdt i form igennem livet. I Danmark sættes sundheden for Malamuten højt. Alle Malamuter der anvendes til avl, skal undersøges for cataract og andre øjenlidelser samt HD-fotograferes, så status på hundens hofter bliver kendt. Mange opdrættere vælger også at få deres hunde fotograferet for albueleds arthrose. Lidelserne er ikke et stort problem i Danmark, men de forekommer og er naturligvis et stort problem for de ramte hunde. Tæven kommer i løbetid ved 6-8 måneders alderen.